# Platyrrhinus nigellus
Platyrrhinus nigellus är en fladdermus i familjen bladnäsor som förekommer i Sydamerika. Artepitet nigellus i det vetenskapliga namnet är latin och syftar på den mörka pälsfärgen som nästan är svart.
Kännetecknande för arten är en smal ljus och längsgående linje från huvudets topp över ryggen till svansflyghuden. Dessutom har arten fyra ljusa strimmor i ansiktet från nosen till öronen. Av dessa ligger en ovanför varje öga och en nedanför. De övre strimmorna är tydligare. Den täta och mjuka pälsen är på ryggen mörkbrun. Även flygmembranen är mörkbrun och på övergången mellan övre armen och underarmen finns hår. I den centrala delen av svansflyghuden finns en klaff som är V-formig. Öronens kanter kan vara ljusare men de är inte gula. Hudflikarna på näsan (bladet) bildar på toppen ett lansettformigt och köttigt utskott. Tandformeln är I 2/2 C 1/1 P 2/2 M 3/3, alltså 32 tänder.
Denna fladdermus förekommer i östra Anderna från Venezuela och Colombia över Ecuador och Peru till Bolivia. Platyrrhinus nigellus vistas i regioner som ligger 620 till 2760 meter över havet. Habitatet utgörs av bergsskogar och galleriskogar.
Platyrrhinus nigellus vilar i bergssprickor, i grottor, i trädens håligheter, under stora blad och i täta bladansamlingar. Den bildar flockar med upp till 20 medlemmar som består av en hanne, flera vuxna honor och deras ungar. Födan utgörs av olika frukter som kompletteras med nektar och insekter.
Troligen påverkar landskapsförändringar artens bestånd negativ. IUCN listar denna fladdermus som livskraftig (LC).